# Andrzej Sokołowski
Andrzej Sokołowski (Komorzno, Powiat Kluczborski, 23 november 1948) is een voormalig Poolse handballer.
In 1972 en 1976 nam hij deel aan de Olympische Zomerspelen in respectievelijk München en Montreal. Op de Spelen van 1976 won hij met de Poolse ploeg de bronzen medaille.
Momenteel is hij T2 bij Apolloon Kortrijk, samen met T1, Koen Nel. De laatste 2 seizoenen speelden deze 2 keer na elkaar kampioen en promoveerden zo van Liga 1 naar 1ste nationale. Daarvoor trainde hij de dames van DHT Middelkerke-Izegem, de Heren van HBC Izegem en Kortrijk.